# Руен (село, Бургасская область)
Руен (болг. Руен) — село в Болгарии. Находится в Бургасской области, административный центр общины Руен. Население составляет 2890 человек (2022).

## Политическая ситуация
Руен подчиняется непосредственно общине и не имеет своего кмета.
Кмет (мэр) общины Руен — Дурхан Мехмед Мустафа (Движение за права и свободы (ДПС)) по результатам выборов в правление общины.